# Пасо Фемина (Палермо)
Пасо Фемина је насеље у Италији у округу Палермо, региону Сицилија.
Према процени из 2011. у насељу је живело 17 становника. Насеље се налази на надморској висини од 376 м.